# Billigheim-Ingenheim

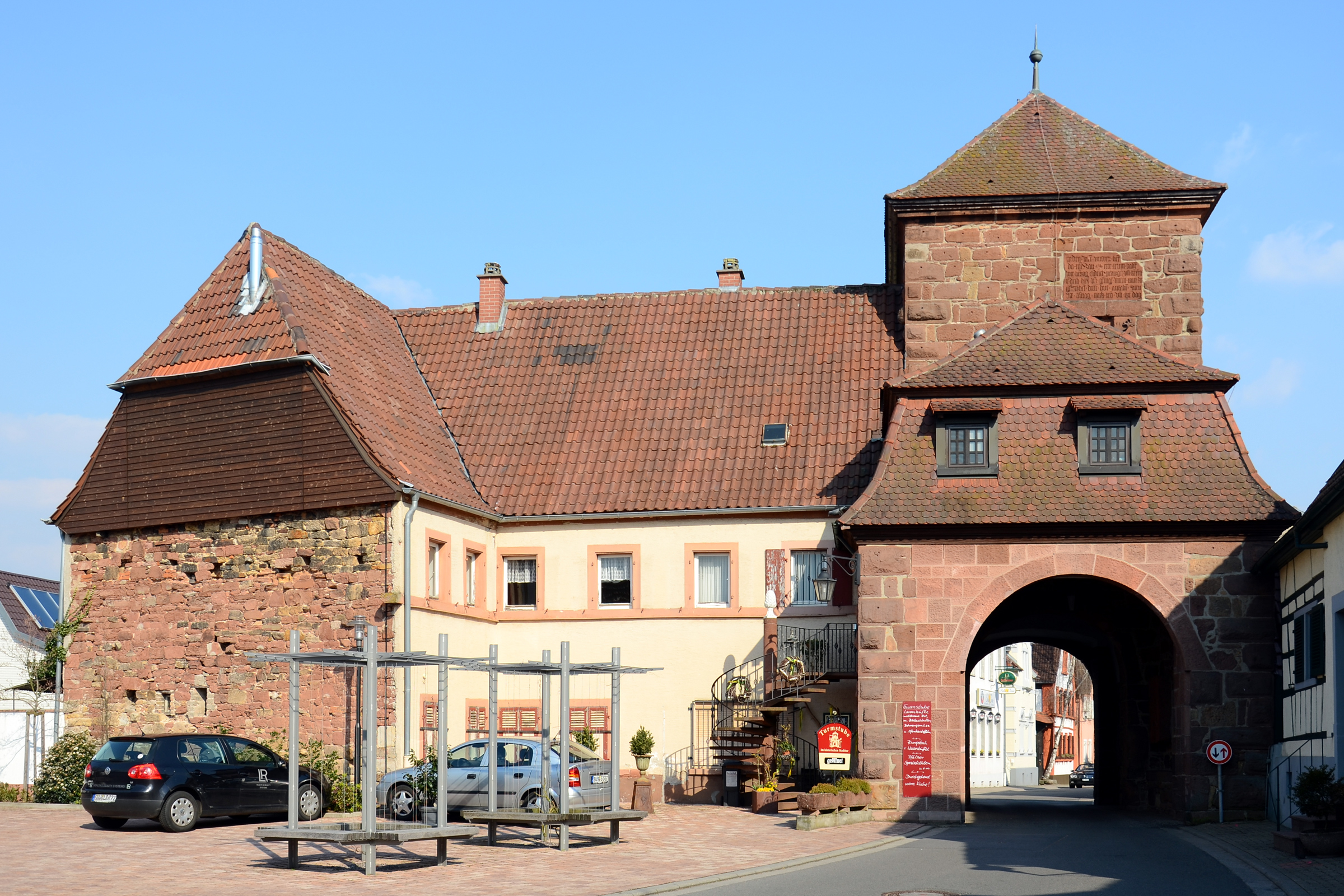
Das obere Tor in Billigheim-Ingenheim

Billigheim-Ingenheim ist eine Ortsgemeinde im Landkreis Südliche Weinstraße in Rheinland-Pfalz. Sie gehört der Verbandsgemeinde Landau-Land an, die ihren Verwaltungssitz in der Stadt Landau in der Pfalz hat und innerhalb derer sie gemessen an der Einwohnerzahl die größte Ortsgemeinde darstellt. Billigheim-Ingenheim ist gemäß Landesplanung als Grundzentrum ausgewiesen.

## Geographie

### Geographische Lage
Billigheim-Ingenheim liegt in der Nähe der Deutschen Weinstraße zwischen den Städten Bad Bergzabern und Landau in der Pfalz.

### Gewässer
Mitten durch die Gemeinde verläuft der Klingbach. Im äußersten Westen verläuft sein rechter Teilungsarm Kandelgraben für ein kurzes Stück über die Gemarkung. Weiter östlich mündet von links der Brunnengraben in den Klingbach.
Weier nördlich fließt der Kaiserbach.

### Gemeindegliederung
Ortsteile sind Appenhofen, Billigheim, Ingenheim und Mühlhofen. Als Wohnplätze ausgewiesen sind Bruchsiedlung, Dorfmühle, Friedrichshof, Im alten Grund, Im Peterswingert, Kehlerhof, Kreutzmühle, Luisenhof, Maußhardtmühle, Ölmühle, Pfalzgrafenmühle, St. Georgenhof, Wahlhof und Wartgartenmühle.

### Nachbargemeinden
| Gemeinde Göcklingen Gemeinde Heuchelheim-Klingen | Gemeinden Landau in der Pfalz und Impflingen | Gemeinde Rohrbach    |
| Gemeinde Niederhorbach                           | Kompassrose, die auf Nachbargemeinden zeigt  | Gemeinde Steinweiler |
| Gemeinde Barbelroth                              | Gemeinde Hergersweiler                       | Gemeinde Winden      |

## Geschichte
Billigheim ist eine der ältesten Ansiedlungen der Südpfalz, erstmals urkundlich erwähnt im Jahre 693 unter dem Namen „Bullinchheim“. Billigheim war unmittelbarer Reichsbesitz, im Jahre 1350 kam Billigheim   in den Besitz der Grafen von Leiningen. Schon im 14. Jahrhundert wurde Billigheim als Stadt bezeichnet, die 1361 der Pfalz einverleibt wurde. 1450 wurde ihr durch König Friedrich III. mit der Marktfreiheit ein Jahr- und Wochenmarkt verliehen. Unter Kurfürst Friedrich dem Siegreichen wurden in Billigheim 1468 eine Mauer und drei Wehrtoren errichtet, wovon das Obere Tor als Wahrzeichen erhalten geblieben ist. 1550 wurde die Stadt zusätzlich mit Wällen und Gräben befestigt.
In Ingenheim bestand bis 1940 eine große jüdische Gemeinde. Die höchste Zahl jüdischer Einwohner wurde 1848 mit 578 Personen erreicht, die etwa ein Drittel der Ortsbevölkerung stellten. Ingenheim beherbergte zu jener Zeit die größte jüdische Gemeinde der Pfalz. Von 1869 bis 1884 hatte Ingenheim mit Bernhard Roos (1796–1888) einen jüdischen Bürgermeister. Auf dem Gelände der ehemaligen Synagoge befindet sich heute ein Autohaus. In Ingenheim liegt ein gut erhaltener jüdischer Friedhof.
Die heutige Ortsgemeinde wurde am 7. Juni 1969 aus den Gemeinden Appenhofen (seinerzeit 237 Einwohner), Billigheim (1579 Einwohner), Ingenheim (1436 Einwohner) und Mühlhofen (429 Einwohner) neu gebildet.

### Konfessionsstatistik
2012 waren 47,4 % der Einwohner evangelisch und 32,8 % katholisch. Die übrigen 19,8 % gehörten einer anderen Glaubensgemeinschaft an oder waren konfessionslos. Die Anteile der Katholiken und der Protestanten an der Gesamtbevölkerung sind seitdem gesunken. Derzeit (Stand Juni 2025) sind von den Einwohnern 37,9 % evangelisch, 25,8 % katholisch und 36,3 % sind konfessionslos oder gehören einer anderen Glaubensgemeinschaft an.

## Politik

### Gemeinderat
Der Gemeinderat in Billigheim-Ingenheim besteht aus 20 Ratsmitgliedern, die bei der Kommunalwahl am 9. Juni 2024 in einer personalisierten Verhältniswahl gewählt wurden, und dem ehrenamtlichen Ortsbürgermeister als Vorsitzendem.
Die Sitzverteilung im Gemeinderat:
| Wahljahr | SPD | CDU | FWG | WGR | Gesamt   |
| -------- | --- | --- | --- | --- | -------- |
| 2024     | 8   | 6   | 6   | –   | 20 Sitze |
| 2019     | 9   | 5   | 6   | –   | 20 Sitze |
| 2014     | 8   | 6   | 5   | 1   | 20 Sitze |
| 2009     | 10  | 4   | 4   | 2   | 20 Sitze |
| 2004     | 9   | 5   | 6   | –   | 20 Sitze |

### Bürgermeister
Dietmar Pfister (SPD) wurde am 17. Juli 2014 Ortsbürgermeister von Billigheim-Ingenheim. Bei der Direktwahl am 9. Juni 2024 wurde er als einziger Bewerber mit einem Stimmenanteil von 72,8 % für weitere fünf Jahre in seinem Amt bestätigt. Sein Vorgänger Torsten Blank (SPD) hatte das Amt zehn Jahre ausgeübt.

### Wappen
| Wappen von Billigheim-Ingenheim | Blasonierung: „Von Blau und Silber geviert, oben rechts ein silberner Pelikan mit goldenem Schnabel und goldenen Füßen, mit aus seiner Brust geschlagenen roten Blutstropfen seine silbernen Jungen zu seinen Füßen nährend, oben links über silbernem Wellenfuß eine rote Toranlage mit zwei Zinnentürmen, unten rechts ein schwarzes Mühlrad, unten links ein goldenes Schwert und ein goldener Krummstab, schräggekreuzt.“ |
| Wappen von Billigheim-Ingenheim | Wappenbegründung: Es wurde 1985 von der Bezirksregierung Neustadt genehmigt und enthält die Hauptelemente der historischen Wappen der vier Ortsteile. |

### Partnergemeinde
Billigheim-Ingenheim pflegt eine Partnerschaft mit der ehemaligen thüringischen Gemeinde Nahetal-Waldau und mit Prestea in Ghana.

## Kultur und Sehenswürdigkeiten

### Kulturdenkmäler
Der Jüdische Friedhof in Ingenheim ist als Denkmalzone ausgewiesen.

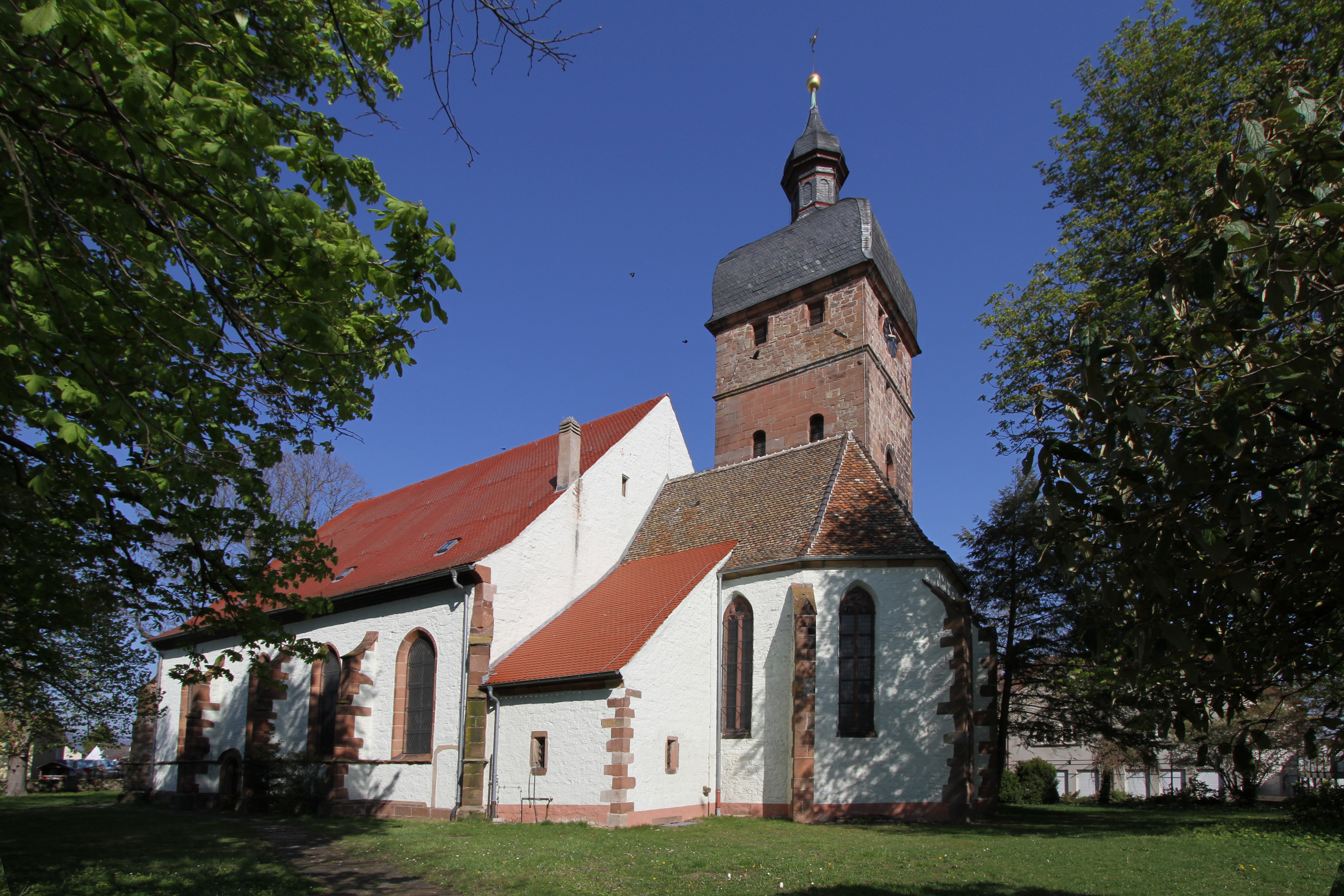
Evangelische Kirche in Billigheim

Hinzu kommen zahlreiche denkmalgeschützte Einzelobjekte, darunter die evangelische Pfarrkirche mit ihrem 40 m hohen Turm, die zugleich das Wahrzeichen von Billigheim ist.
Der älteste Teil der Kirche ist das Untergeschoss des Kirchturms. Bearbeitungsspuren und die Form der Quader erinnern an eine Entstehungszeit im 11. Jahrhundert. Dies deckt sich mit der örtlichen Tradition, nach der Kaiser Konrad II. die erste Kirche von Billigheim habe errichten lassen. Um 1220 sei diese Kirche abgebrochen und durch einen Neubau ersetzt worden. Im frühen 14. Jahrhundert, so gegen 1325/30, entstand der hochgotische Chor der Kirche, etwa zur selben Zeit wurde der Turm erhöht. Das Langhaus ist spätgotisch und wurde in den ersten Jahrzehnten des 16. Jahrhunderts errichtet. Das Westportal trägt die Jahreszahl 1522. Im 18. Jahrhundert erhielt der Turm seine Barockhaube.
Ebenfalls denkmalgeschützt ist die Simultankirche Appenhofen.

### Veranstaltungen
- Jährlich Anfang April findet an Sonntag Laetare der Lätareumzug statt.
- Seit 1991 findet an jedem letzten Juliwochenende das Weinfest in Mühlhofen statt.
- In Ingenheim findet jährlich am zweiten Wochenende im August das Ingenheimer Wein- und Klingbachfest statt.
- In Billigheim findet jedes Jahr am dritten Wochenende im September der Billigheimer Purzelmarkt, das älteste Volksfest der Pfalz, statt.
- 2017 fand vor Ort der Deutsch-Pennsylvanische Tag statt.

## Wirtschaft und Infrastruktur

### Wirtschaft

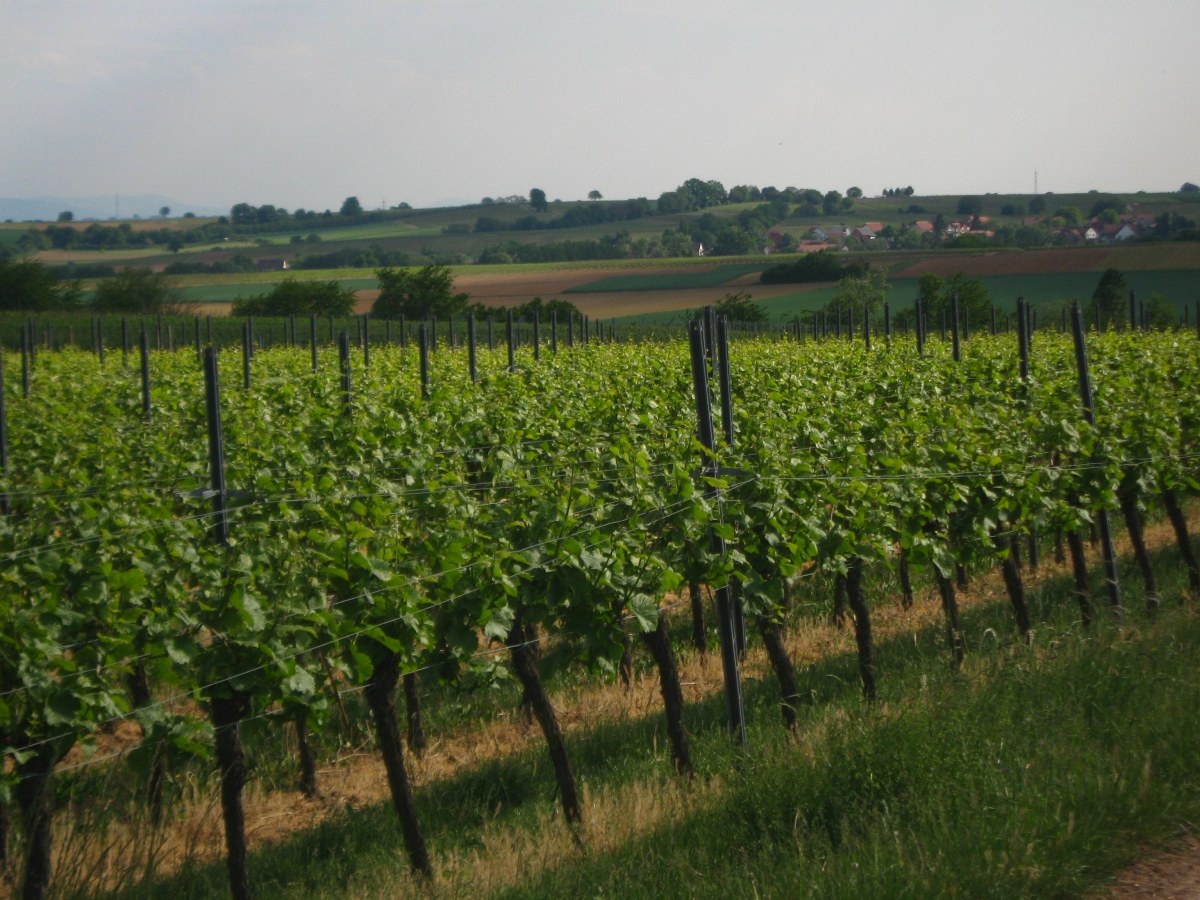
Weinberg innerhalb von Billigheim-Ingenheim

Billigheim-Ingenheim ist erheblich vom Weinbau geprägt und mit 826 Hektar bestockter Rebfläche (Stand 2010) viertgrößte Weinbaugemeinde der Pfalz und fünftgrößte Weinbaugemeinde in Rheinland-Pfalz. Vor Ort befinden sich die Einzellagen Rosenberg, Sauschwänzel und Venusbuckel. Diese gehören zur Großlage Kloster Liebfrauenberg im Bereich Südliche Weinstraße.
Die Gemeinde war Sitz der Raiffeisenbank Südliche Weinstraße, die 2002 sich mit der VR Bank Südliche Weinstraße eG zusammenschloss. Aufgrund weiterer Fusionen in den Folgejahren seit 2017 firmiert diese unter dem Namen VR Bank Südliche Weinstraße-Wasgau.

### Verkehr
Von 1892 bis 1967 waren die Dörfer innerhalb der heutigen Ortsgemeinde Billigheim-Ingenheim über die Klingbachtalbahn an das Bahnnetz angebunden. Nächstgelegener Bahnhof ist seither Rohrbach. Mittlerweile bindet die Buslinie 541, die nach Landau in der Pfalz und Bad Bergzabern führt, die Gemeinde an das Nahverkehrsnetz an.
Durch die Gemeinde führen die Bundesstraße 48 und die Landesstraße 493.

### Bildung
Vor Ort existieren unter anderem die Klingbachschule und der Kindergarten Kleine Strolche.

## Persönlichkeiten

### Söhne und Töchter der Gemeinde

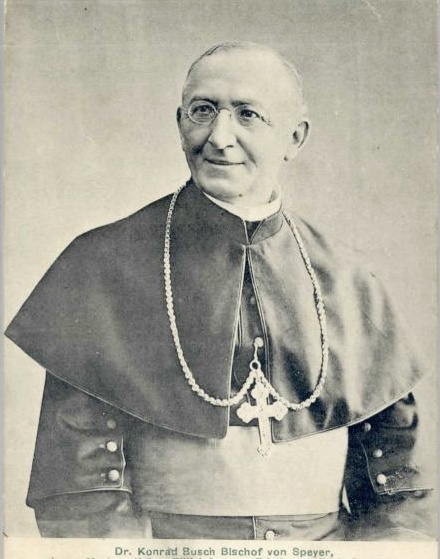
Konrad von Busch 1905

- Theobald Billicanus (1493–1554), Theologe, Jurist und Reformator
- Karl Hoffmeister (1796–1844), Philologe
- Bernhard Roos (1796–1888), Kaufmann, Gutsbesitzer, Vorsteher der jüdischen Kultusgemeinde und Bürgermeister von Ingenheim
- Konrad von Busch (1847–1910), Bischof von Speyer
- Richard Weil (1875–1917), Apotheker und Unternehmer
- Eduard Ludwig Antz (1876–1944), Ingenieur, Unternehmer, Genealoge und Autor
- Otfried H. Culmann (* 1949), Maler, Schriftsteller und Bildhauer
- Klaus-Frédéric Johannes, Historiker und Archivar

### Persönlichkeiten, die vor Ort gewirkt haben
- Kurt Bangerth, seit 1994 Träger des Verdienstordens des Landes Rheinland-Pfalz
- Jens Bodemer (* 1989), ehemaliger Fußballtorwart, war von 2018 bis 2020 Trainer des TSV Fortuna Billigheim-Ingenheim
- Albert Bourquin, seit 1990 Träger des Verdienstordens des Landes Rheinland-Pfalz
- Niklas Hoffmann (* 1997), Fußballspieler, spielte bis 2007 für den TSV Fortuna Billigheim-Ingenheim
- Hermann Kiefer (1927–2021), Pfarrer, ab 1986 Träger des Verdienstordens des Landes Rheinland-Pfalz
- Roland Schlosser (1949–2023), Polizeibeamter, stammte aus der Gemeinde
- Alexander Schweitzer (* 1973), Politiker (SPD), wohnt in Billigheim-Ingenheim